# Jacques Soustelle

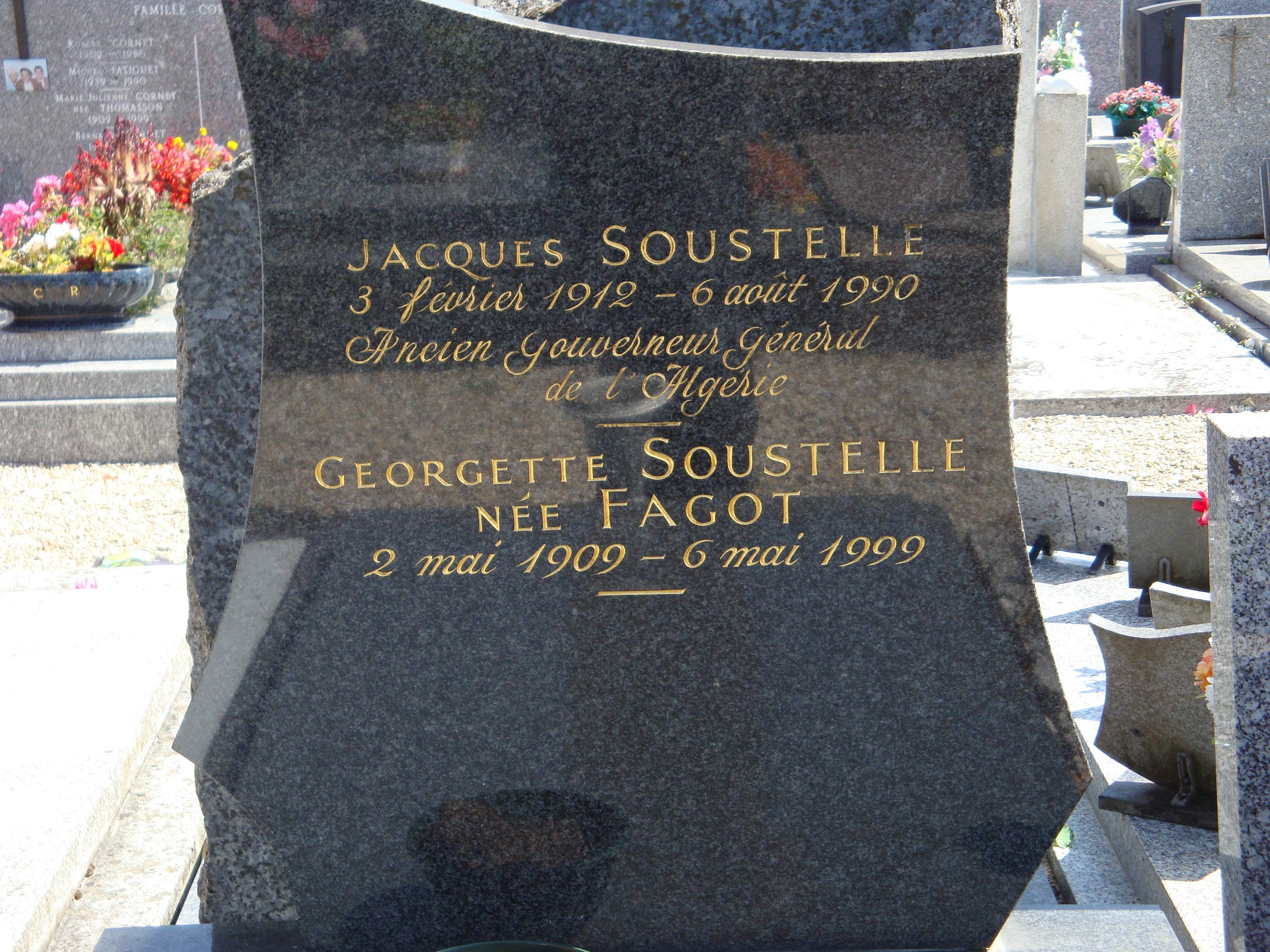
Tomba de Jacques Soustelle.

Jacques Soustelle (Montpeller, França, 3 de febrer de 1912 - 6 d'agost de 1990) va ser un polític i etnòleg francès, especialista en les cultures mesoamericanes, va arribar a ser director del Musée de l'Homme a París el 1938. Fou elegit membre de l'Académie française el 1983.

## Biografia
Jacques Soustelle va néixer a Montpeller, en una família de classe obrera protestant. Estudiant de secundària brillant, va ser admès en el primer lloc a l'Escola Normal Superior de la rue d'Ulm, que segueix sent la universitat final dins del sistema educatiu francès (molts guanyadors de la Medalla Fields i premis nobel n'han estat alumnes). Amb vint anys va ser admès en el primer lloc en l'examen competitiu d'agrégation de philosophie (qualitat d'alt nivell per a l'ensenyament). antifeixista convençut, va ser secretari general el 1935 de la Unió Francesa d'Intel·lectuals contra el Feixisme.
Després de l'armistici del 22 de juny de 1940 va marxar a Mèxic per unir-se a les Forces Franceses Lliures (FFL) a Londres. Charles de Gaulle li encarregà una missió diplomàtica a l'Amèrica Llatina (1941), la creació de comitès de suport per alliberar França i interrompre els esforços diplomàtics de tot el petainistes al continent. Va dirigir el servei d'intel·ligència Bureau Central de Renseignements et d'Action (BCRA). Es va unir al Comité national français (Govern de la França Lliure, que lluitava contra França de Vichy i les forces de l'Eix) a Londres, on fou encarregat del commissariat national à l'Information (1942)..
Va ser Ministre d'Informació i després de les Colònies en 1945. Secretari General del Reagrupament del Poble Francès (RPF) de 1947 a 1951, va arribar a ser Governador General d'Algèria el 1955-56 per Pierre Mendès-France. Va estar a favor de la integració de la comunitat musulmana en els llavors departaments francesos. Soustelle va contribuir a la tornada de De Gaulle al poder i va ser Ministre d'Informació en 1958. En 1959, va ser nomenat Ministre d'Estat a càrrec de l'Exterior.
Les seves opinions es van oposar a la política de De Gaulle en favor de la Independència d'Algèria (veure Guerra d'Independència d'Algèria) i va ser destituït en el gabinet i en el Partit gaullista Unió per la Nova República (UNR) en 1960. Les seves accions en favor d'una Algèria dins de la República Francesa van conduir a ser investigat per atemptar contra l'autoritat de l'Estat.
Va viure en l'exili entre 1961 i 1968. Després de ser perdonat, va tornar a la política.
Soustelle va ser diputat a l'Assemblea Nacional Francesa per Mayenne el 1945-46 i després pel Roine (1951-58) com gaullista i de 1973 a 1978 com a membre del centrista partit Reformadors). En 1981 rep el Premi Internacional Alfonso Reyes.

## Llibres
- La culture matérielle des Indiens Lacandons (1937)
- La famille otomi-pame du Mexique central (1937)
- Envers et contre tout: souvenirs et documents sur la France libre (1947, 1950)
- La vie quotidienne des Aztèques (1955)
- Aimée et souffrante Algérie (1956)
- Le drame algérien et la décadence française (1957)
- L'espérance trahie, 1958–1961 (1962)
- L'art du Mexique ancien (1966)
- Les quatre soleils: souvenirs et réflexion d'un ethnologue en Mexique (1967)
- La longue marche d'Israël (1968)
- Mexique, terre indienne (1971)
- Les Olmèques (1979)
- Lettre ouvert aux victimes de la decolonisation (1973)
- L'anthropologie française et les civilisations autochtones de l'Amérique (1989)